# 穴 (1960年の映画)
『穴』 (Le Trou) は、1960年のフランス映画。ジャック・ベッケル監督。
パリの14区にあるサンテ刑務所で、1947年に実際に起きた脱獄事件を描いている。この事件の実行犯の一人であるジョゼ・ジョヴァンニが1958年に発表した小説を原作としている。またロラン役で出演しているジャン・ケロディもこの事件の脱獄囚である。
監督のジャック・ベッケルは、公開前の1960年2月に亡くなっており、この作品が遺作となった。

## ストーリー
パリにあるサンテ刑務所に収監されている4人の部屋にガスパルという青年が新入りとして入ってくる。実はこの4人は前々から脱獄計画を立てており、協議の結果ガスパルを脱獄のメンバーに加える。
穴を掘り進める中で5人の絆は深まっていくが、決行前日にガスパルは署長に呼び出され、自分が釈放されることを告げられる。

## キャスト
※括弧内は日本語吹替（初回放送1968年12月1日『日曜洋画劇場』）
- ガスパル：マーク・ミシェル（野沢那智）
- ロラン：ジャン・ケロディ（大木民夫）
- ジェオ：ミシェル・コンスタンタン（小林清志）
- マニュ：フィリップ・ルロワ（中田浩二）
- ボスラン：レイモンド・ムーニエ
- ニコール：カトリーヌ・スパーク